# Агнеса Унгарска
Агнеса Унгарска (на немски: Agnes von Ungarn) или Агнес фон Хабсбург и Агнес Австрийска (на унгарски: Habsburg Ágnes, на хърватски: Agneza Habsburška; * ок. 1281; † 11 юни 1364, Кьонигсфелден при Виндиш, кантон Ааргау, Швейцария) от династията на Хабсбургите, е втората съпруга на крал Андраш III от Унгария и така кралица на Унгария от 1296 до 1301 г.

## Произход
Тя е втората дъщеря на римско-немския крал Албрехт I и Елизабета Тиролска. Нейният по-малък брат е Рудолф, крал на Бохемия (1282 – 1307).

## Брак с Андраш III
Агнеса се омъжва на 13 февруари 1296 г. във Виена за крал Андраш III от Унгария (1265 – 1301) от род Арпади (упр. 1290 – 1301). Тя е неговата втора съпруга.
Нейният съпруг умира след пет години и Агнеса поема възпитанието на заварената си дъщеря Елизабета (* 1292 или 1293, † 31 октомври 1336).

- Андраш III
- Агнеса Унгарска

## Като вдовица
Вдовицата Агнеса живее от 1317 г. в манастир Кьонигсфелден в Швейцария, подарен от нейната майка в памет на убития ѝ съпруг Албрехт I през 1308 г. По същото време заварената ѝ дъщеря Елизабета влиза в близкия доминикански манастир Тьос във Винтертур. Агнеса купува земи и строи манастирската църква в Кьонигсфелден.
От около 1330 г. тя е съветничка на брат си, херцог Албрехт II.
Тя подарява болница в Баден в Швейцария.